# Нива
Нива (рус. Нива) река је која протиче преко југозападних делова Мурманске области, где представља југозападну границу Кољског полуострва. Свој ток започиње као отока језера Имандра, тече у смеру југа и након 36 km тока улива се у Кандалакшки залив Белог мора. Површина сливног подручја реке Ниве је око 12.800 km², док је просечан проток на неких петнаестак километара узводно од ушћа око 164 m³/s.
Ниво воде у реци регулисан је низом каскада на којима су саграђене три хидроелектране. Прва устава саграђена је на месту где река отиче из Имандре, и на њој се налази хидроелектрана „Нива 1”. Низводно је „ХЕ Нива 2” чијом градњом је формирано језеро Пинозеро, док је „ХЕ Нива 3” саграђена узводно од ушћа. Низводно од Кандалакше река Нива тече ка Кандалакшком заливу подземним каналом. У кориту реке налазе се бројни брзаци који су ослобођени од леда током целе године.
Река протиче преко територија Кандалашког рејона и Пољарнозорског градског округа.